# Candelaria (Zambales)

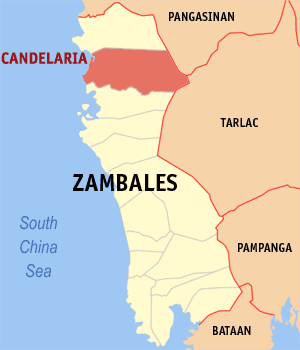
Karte der Zambales mit der Lage von Candelaria

Candelaria ist eine philippinische Stadtgemeinde in der Provinz Zambales.

## Baranggays
Candelária ist politisch in 16 Baranggays unterteilt.
| - Babancal - Binabalian - Catol - Dampay - Lauis - Libertador - Malabon (San Roque) - Malimanga | - Pamibian - Panayonan - Pinagrealan - Poblacion - Sinabacan - Taposo - Uacon - Yamot |